# Eucharis atrocyanea
Eucharis atrocyanea är en stekelart som beskrevs av Gussakovskiy 1940. Eucharis atrocyanea ingår i släktet Eucharis och familjen Eucharitidae. Inga underarter finns listade i Catalogue of Life.